# Rif 1921, una historia olvidada
Rif 1921, una historia olvidada és una pel·lícula documental de coproducció hispano-marroquí escrita i dirigida per Manuel Horrillo que explora el camp i les situacions que van envoltar al que en la historiografia espanyola es coneix com a "desastre d'Annual", esdevingut en 1921. Fou gravada en castellà i àrab i rodada a Melilla, Tetuan i Nador. La veu del narrador és la de l'actor Imanol Arias.

## Contingut de la pel·lícula
El documental va ser produït i dirigit per Manuel Horrillo.
En el documental es mostren els fruits de la recerca de set anys que va dur a terme el director visitant tots els camps que van ser escenaris en els conflictes entre les tropes espanyoles i els rebels del protectorat durant la coneguda com guerra del Rif.

### Visió del director
Segons el director Manuel Horrillo, ell va voler donar una visió equidistant i fluida del conflicte, atès que, segons la seva paraules: «probablement només pot explicar-se aquest desastre a partir del desig de retre-li homenatge a les víctimes».
Segons ell, la guerra del Rif va ser una guerra trista i inútil en la qual van perdre tots, els espanyols que no sabien per què manaven als seus fills a Àfrica a morir, i els rifenys, que veien com volien coartar la seva llibertat.